# 2014 코파 델 레이 결승전
2014 코파 델 레이 결승전(스페인어: La Final de la Copa del Rey de 2014)은 스페인의 축구 컵대회인 코파 델 레이의 110번째 결승전이다. 이 경기는 레알 마드리드와 바르셀로나 간의 고전 더비 경기로, 2014년 4월 16일에 발렌시아의 메스타야에서 열렸고, 대회 역사상 7번째 고전 더비 결승전이었다.(공교롭게도 전번 결승전도 메스타야에서 열렸는데, 경기일은 2011년 4월 20일이었다)
레알 마드리드는 이경기에서 2-1 승리를 거두고 3년 만의 우승이자 통산 19번째 우승을 거두었다. 결승전에서 승리를 거둔 레알 마드리드는 수페르코파 데 에스파냐에서 라 리가 우승을 거미쥔 아틀레티코 마드리드를 상대하게 되었다.

## 결승전까지의 경기
| 레알 마드리드       | 레알 마드리드 | 레알 마드리드      | 단계     | 바르셀로나      | 바르셀로나 | 바르셀로나         |
| ------------------- | ------------- | ------------------ | -------- | --------------- | ---------- | ------------------ |
| 상대                | 결과          | 상세 결과          |          | 상대            | 결과       | 상세 결과          |
| 올림피크 하티바     | 2–0           | 0–0 원정; 2–0 안방 | 32강전   | 카르타헤나      | 7–1        | 4–1 원정; 3–0 안방 |
| 오사수나            | 4–0           | 2–0 안방; 2–0 원정 | 16강전   | 헤타페          | 6–0        | 4–0 안방; 2–0 원정 |
| 에스파뇰            | 2–0           | 1–0 원정; 1–0 안방 | 8강전    | 레반테          | 9–2        | 4–1 원정; 5–1 안방 |
| 아틀레티코 마드리드 | 5–0           | 3–0 안방; 2–0 원정 | 준결승전 | 레알 소시에다드 | 3–1        | 2–0 안방; 1–1 원정 |

## 경기 전
경기는 본래 경기일보다 사흘 앞당겨졌는데, 이는 양 구단이 그 다음 주 챔피언스리그 준결승전에 진출할 가능성이 있었기 때문이었다. 양 측은 구단 회원에게 20,000장씩 입장권이 배정되었다. 레알 마드리드의 주포 크리스티아누 호날두는 무릎고 허벅지 부상으로 결승전 경기에 결장하였다.
레알 마드리드는 이번이 통산 39번째 코파 델 레이 결승전으로 이전까지 18번의 대회 우승을 거두었고, 바르셀로나는 총 35번의 결승전을 치러 26차례 정상에 올랐다. 양 측은 고전 더비 결승전 6번 중 각각 3번씩 우승을 거두었다: 레알 마드리드는 1936년, 1974년, 그리고 2011년 대회 우승을 거두었고, 바르셀로나는 1968년, 1983년, 그리고 1990년 대회 우승을 거두었다. 가장 최근에 벌어진 2011년 결승전은 레알 마드리드가 우승했으며, 마드리드는 가장 최근에 결승 진출한 2013년 결승전에서 패해 준우승에 머물렀다. 바르셀로나가 가장 최근에 우승한 대회는 2012년 대회였다.

## 경기 정보

### 경기 요약
경기 11분 만에 레알 마드리드가 선제골에 성공했는데, 앙헬 디 마리아가 왼발로 낮게 깔아차 조르디 알바의 다리 사이를 지나 호세 마누엘 핀토 골키퍼의 왼손에 굴절되어 골망을 흔들었다. 바르셀로나는 68분에 승부를 원점으로 돌렸는데, 마르크 바르트라가 차비의 왼쪽 구석에서 띄운 공을 반대쪽 골대 구석으로 향해 머리로 집어넣었다.
경기 종료 5분을 남기고 가레스 베일은 아군 진영에서 공을 잡아 왼쪽 측면을 타고 바르트라를 재빨리 지나 (한때 바르트라에 뒤처졌던 베일이 순식간에 바르트라를 제쳤다) 바르트라를 당황케 해 페널티 구역으로 쫓아갔으나, 수비를 모두 제친 베일이 왼발로 낮게 깔아차 문전 5.5m에서 버티던 골키퍼를 넘겨 골망을 흔들었다. 몇 축구 평론가들은 그의 골이 군더더기 없었다고 칭찬했고, 헤라르도 마르티노 바르셀로나 감독은 "경기 막판에 그렇게 질주하는 선수를 보기 힘들다"고 경악했다.

### 상세 경기 정보
| 레알 마드리드            | 2–1    | 바르셀로나   |
| ------------------------ | ------ | ------------ |
| 디 마리아 11′ · 베일 85′ | 리포트 | 바르트라 68′ |

| 레알 마드리드 | 바르셀로나 |

|                 |    |                        |     |     |
|                 |    |                        |     |     |
| GK              | 1  | 이케르 카시야스 (주장) |     |     |
| RB              | 15 | 다니엘 카르바할        |     |     |
| CB              | 3  | 페페                   | 17′ |     |
| CB              | 4  | 세르히오 라모스        |     |     |
| LB              | 5  | 파비우 코엔트랑        |     |     |
| DM              | 14 | 샤비 알론소            | 88′ |     |
| CM              | 19 | 루카 모드리치          |     |     |
| CM              | 23 | 이스코                 | 3′  | 89′ |
| RW              | 22 | 앙헬 디 마리아         |     | 86′ |
| LW              | 11 | 가레스 베일            |     |     |
| CF              | 9  | 카림 벤제마            |     | 90′ |
| 교체 선수:      |    |                        |     |     |
| GK              | 25 | 디에고 로페스          |     |     |
| DF              | 2  | 라파엘 바란            |     | 90′ |
| MF              | 16 | 카제미루               |     | 89′ |
| MF              | 18 | 나초                   |     |     |
| MF              | 24 | 아시에르 이야라멘디    |     | 86′ |
| FW              | 21 | 알바로 모라타          |     |     |
| FW              | 39 | 윌리앙 주제            |     |     |
| 감독:           |    |                        |     |     |
| 카를로 안첼로티 |    |                        |     |     |

|                   |    |                     |     |     |
|                   |    |                     |     |     |
| GK                | 13 | 호세 마누엘 핀토    |     |     |
| RB                | 22 | 다니 아우베스       |     |     |
| CB                | 15 | 마르크 바르트라     |     | 87′ |
| CB                | 14 | 하비에르 마스체라노 | 53′ |     |
| LB                | 18 | 조르디 알바         |     | 46′ |
| DM                | 16 | 세르지오 부스케츠   |     |     |
| CM                | 6  | 차비 (주장)         |     |     |
| CM                | 8  | 안드레스 이니에스타 |     |     |
| RW                | 11 | 네이마르            | 17′ |     |
| LW                | 4  | 세스크 파브레가스   |     | 60′ |
| CF                | 10 | 리오넬 메시         |     |     |
| 교체 선수:        |    |                     |     |     |
| GK                | 25 | 오이에르            |     |     |
| DF                | 5  | 카를레스 푸욜       |     |     |
| DF                | 21 | 아드리아누          |     | 46′ |
| MF                | 17 | 알렉상드르 송       |     |     |
| MF                | 24 | 세르지 로베르토     |     |     |
| FW                | 7  | 페드로              |     | 60′ |
| FW                | 9  | 알렉시스 산체스     |     | 87′ |
| 감독:             |    |                     |     |     |
| 헤라르도 마르티노 |    |                     |     |     |

## 같이 보기
- 고전 더비